# Böhmische Harfe

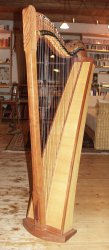
Moderne „Böhmische Harfe“ der Klangwerkstatt, Markt Wald

Die böhmische Harfe (tschechisch harfa) ist eine mitteleuropäische Variante der Rahmenharfe in Böhmen mit gerader Stange und eingezapftem Hals. Bekanntgeworden ist sie als das Instrument böhmischer Wandermusikanten, die im 19. Jahrhundert durch Europa und Asien zogen, zum Teil in organisierten Musikantenkapellen. Dementsprechend war sie sehr leicht gebaut, um als „Wanderinstrument“ über weite Strecken getragen werden zu können – verglichen mit dem eher schweren, robusten Bau anderer europäischer Harfen, die vielmehr als stationäres „Hofinstrument“ Verwendung fanden.

## Verbreitung und Bauform
Die böhmische Harfe war zeit ihrer Geschichte ein einfaches Instrument, das von Schreinern gebaut wurde. Als Baumaterial kam für Hals und Stange meistens Fichte, für die Decke ausschließlich Fichte zur Anwendung. Bei den älteren Exemplaren ist die Resonanzdecke längs gemasert, später in Fischgrät oder schräg gemasert (ein äußerst seltenes Konstruktionsmerkmal). Es sind auch vereinzelt Exemplare mit quer gemaserten Decken erhalten. Das Saitenmaterial bestand aus Naturdarm. Moderne Nachbauten verwenden Nylon oder Saiten aus Polyvinylidenfluorid („Carbonsaiten“).
Die böhmische Harfe kommt in zwei Typen vor: ohne und mit Umstimmvorrichtung. Einige der erhaltenen historischen Museumsexemplare aus dem 19. Jahrhundert haben an einigen Saiten Metallhaken zum Umstimmen. Diese hatten die Funktion, durch Druck auf die Saite deren Frequenz um einen Halbton zu erhöhen. Dies war der Vorläufer der späteren Halbtonmechanik, wie sie heute in den unterschiedlichsten Arten auf modernen Harfen zu finden ist. Diese Harfen heißen Hakenharfen. 
In Böhmen selbst ist die böhmische Harfe im Verlauf des 20. Jahrhunderts ausgestorben. In zahlreichen böhmischen Museen können aber noch historische Exemplare besichtigt werden (Musikmuseum in Prag; Kreismuseum in Sokolov; Museum stredniho Pootavi in Strakonice; Heimatkundliches Museum in Boží Dar (Gottesgab); Böhmerwaldmuseum in Kašperské Hory (Bergreichenstein)). Seit etwa 2002 werden von vereinzelten Instrumentenbauern in Prag, Pilsen und Příbram diese Harfen anhand von Museumsexemplaren oder Exemplaren aus Privatsammlungen wieder rekonstruiert.

## Böhmische Harfe in Deutschland

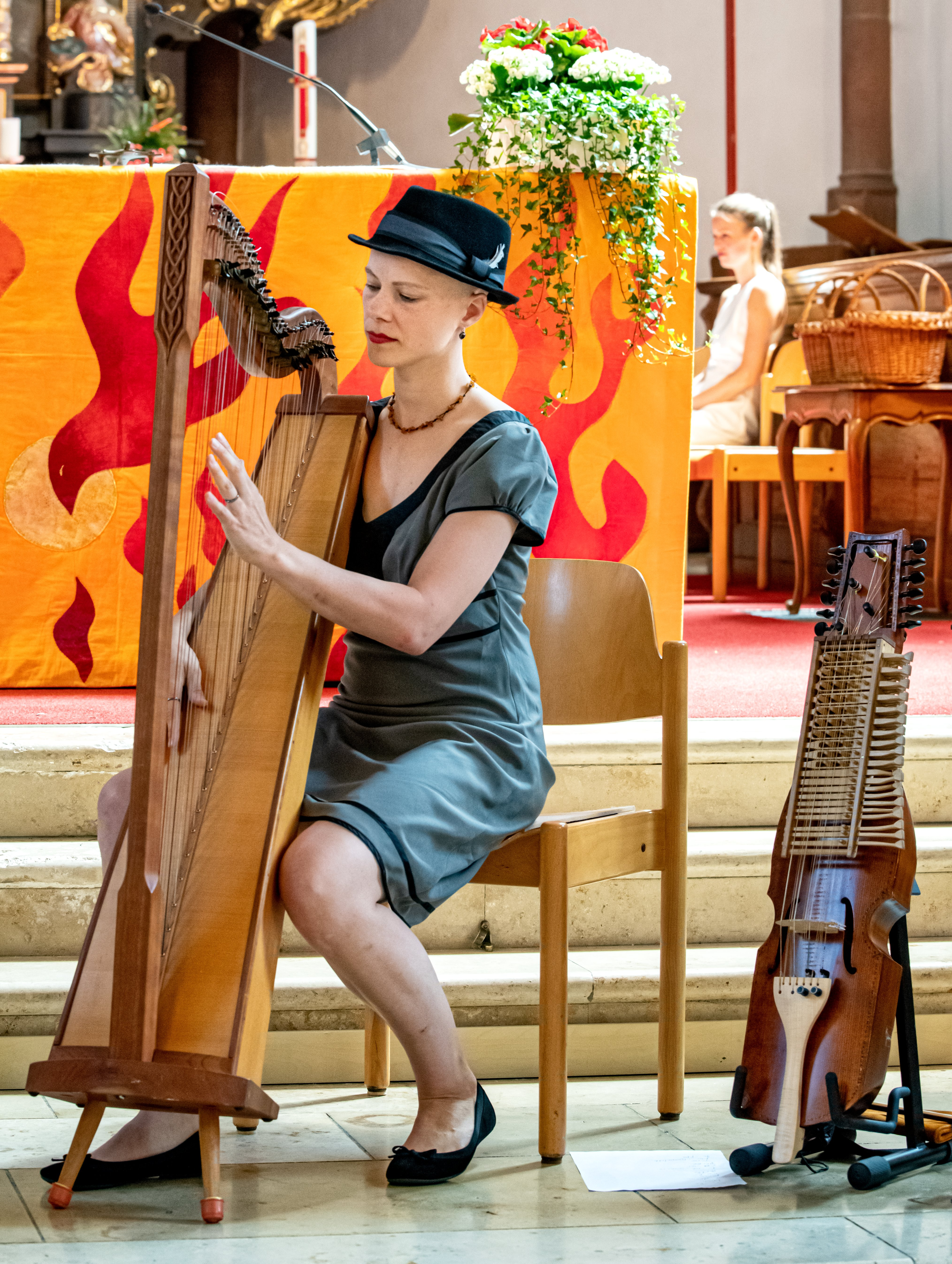
Anna-Maria Hefele spielt beim Black Forrest Voices Festival in der Kirchzartener Kirch St. Gallus (Kirchzarten) am 30. Juni 2019 eine selbstgebaute böhmische Hakenharfe. Das andere Instrument ist eine Nyckelharpa

Nancy Thym hat sich dem Spiel der Hakenharfe in der Tradition der „Preßnitzer Harfenmädchen“ (Wandermusikerinnen)  verschrieben. Sie forscht im Archiv und Museum für Harfengeschichte, Freising, über die Geschichte der deutschsprachigen böhmischen Harfnerinnen und hat in ihrem Konzertprogramm deren Schicksale und das anderer Harfenmädchen wie der Hildesheimer Nachtigall oder der Berliner Harfenjule eingearbeitet. 
Bei den heute gespielten Instrumenten, die in Deutschland vielfach als „böhmische Harfe“ bezeichnet werden, handelt es sich meist um modifizierte Harfen böhmischen Bautyps auf der Basis der historischen böhmischen Harfen, sind jedoch etwas kleiner und kompakter, besitzen Schalllöcher auf der Hinterseite des Korpus (ein Merkmal, das die historischen böhmischen Harfen nicht hatten) und moderne Halbtonklappen. Das geringe Gewicht der Harfe und die kompakten Abmessungen machten die Harfe zu einer der beliebtesten in Deutschland.